# Fricción de la distancia
La fricción de la distancia es un principio fundamental de la geografía que afirma que el movimiento conlleva algún tipo de costo, ya sea en forma de esfuerzo físico, energía, tiempo y/o el gasto de otros recursos, y que estos costos son proporcionales a la distancia recorrida. Este costo actúa como una resistencia al movimiento, análoga (aunque no directamente relacionada) al efecto de la fricción en el movimiento según la mecánica clásica. La consiguiente tendencia a minimizar la distancia y sus costos subyace a una amplia variedad de patrones geográficos, desde la aglomeración económica hasta la migración animal, así como muchas de las teorías y técnicas del análisis espacial, como la primera ley de Tobler, los algoritmos de rutas y el análisis de distancia-coste. En gran medida, la fricción de la distancia es la razón principal por la cual la geografía sigue siendo relevante, aunque su importancia ha ido disminuyendo con el desarrollo de tecnologías de transporte y comunicación.

## Historia
No se sabe con certeza quién acuñó por primera vez el término fricción de la distancia, pero el efecto de los costos asociados a la distancia en las actividades y patrones geográficos ha sido un elemento central de la geografía académica desde el siglo XIX. El modelo del estado aislado de Johann Heinrich von Thünen (1826), una de las teorías geográficas más tempranas, incorporaba directamente el costo del transporte de productos agrícolas como factor para determinar hasta qué punto de una ciudad podían producirse ciertos bienes de forma rentable.
La teoría de localización industrial de Alfred Weber (1909) y la teoría de los lugares centrales de Walter Christaller (1933) también estaban centradas en minimizar los costos de desplazamiento.
A partir de la década de 1920, los científicos sociales comenzaron a incorporar principios de la física (en concreto, el modelo de gravedad y la ley del inverso del cuadrado). Los geógrafos observaron que muchas interacciones (como la migración o el acceso a servicios) seguían patrones de decadencia de distancia, debido a la ventaja de minimizarla. Modelos gravitatorios y otras técnicas de optimización se hicieron comunes durante la revolución cuantitativa de los años 50. Gerald Carrothers fue uno de los primeros en utilizar explícitamente la analogía de "fricción". Ian McHarg, en su obra Design with Nature (1969), desarrolló el enfoque multidimensional del coste de la distancia, aunque sin métodos computacionales.
Con la llegada de los sistemas de información geográfica (SIG) en los años 70, muchas de estas técnicas se automatizaron. Problemas más simples como los buffers, la interpolación o el enrutamiento de redes se resolvieron mediante algoritmos deterministas, mientras que problemas más complejos como el problema del viajante o el análisis de grupos requieren algoritmos heurísticos, como k-means.

## Costes de distancia
Un ejemplo típico: una excursionista desea cruzar una montaña. Puede escalarla (alto coste energético), rodearla (más distancia, pero menos esfuerzo por metro), o seguir un sendero (compromiso intermedio). Evaluar estas opciones implica analizar la fricción de la distancia. Técnicas como el análisis de coste-distancia ayudan a resolver este tipo de problemas.
Otro ejemplo común: una persona quiere conducir al hospital más cercano. Puede optar por una ruta corta con tráfico lento, o una ruta más larga pero rápida. La distancia no es el único factor: el tiempo y las condiciones también influyen.
Los costos proporcionales a la distancia pueden ser:
- Coste de viaje: tiempo, energía, combustible o incomodidad.
- Coste de tráfico: congestión que ralentiza el movimiento.
- Coste de construcción: edificación de infraestructuras.
- Impacto ambiental: daños al entorno natural o humano.

Algunos son fáciles de cuantificar (tiempo, dinero), otros son más cualitativos (impacto ecológico), por lo que se usan escalas o índices para representarlos. Todos estos costos forman un campo de costes que varía espacialmente.

## Aplicaciones
La fricción de la distancia fundamenta muchas teorías y aplicaciones:
- Primera ley de Tobler, que establece que "todo está relacionado con todo lo demás, pero las cosas cercanas están más relacionadas".
- Modelos gravitatorios y decadencia de distancia, similares a leyes físicas como la gravedad.
- Aglomeración económica, donde instituciones se concentran para reducir costes.
- Teoría de localización, optimiza el emplazamiento de actividades económicas.
- Análisis de redes como el algoritmo de Dijkstra.
- Análisis de coste-distancia para espacios abiertos.
- Migración humana o migración animal, equilibrio entre resistencia al movimiento y factores de empuje/atracción.
- Difusión espacial de ideas o cultura.
- Geografía del tiempo, que examina cómo el coste temporal afecta las decisiones espaciales.[8]

## Convergencia espacio-temporal
Históricamente, la fricción de la distancia era muy alta para la mayoría de los tipos de desplazamiento, lo que hacía que los movimientos e interacciones a larga distancia fueran relativamente lentos y poco frecuentes (aunque no inexistentes). El resultado era una geografía humana fuertemente localizada, manifestada en aspectos tan variados como el idioma y la economía. Uno de los efectos más profundos de los avances tecnológicos desde 1800 —incluyendo el ferrocarril, el automóvil y el teléfono— ha sido la drástica reducción de los costos de mover personas, bienes e información a grandes distancias. Esto condujo a una amplia difusión e integración, dando lugar a muchos de los aspectos de la globalización. El efecto geográfico de esta reducción de la fricción de la distancia se denomina «convergencia espacio-temporal» o «convergencia espacio-coste».
Entre estas tecnologías, las telecomunicaciones, especialmente Internet, quizás han tenido el efecto más profundo. Aunque aún existen costes basados en la distancia para transmitir información —como el tendido de cables y la generación de energía electromagnética (tradicionalmente manifestados en cargos por llamadas telefónicas de larga distancia)—, estos son ahora tan pequeños para cualquier unidad significativa de información que ya no se gestionan en función de la distancia, sino que se agrupan en tarifas fijas (no basadas en la distancia). Por ejemplo, parte de la tarifa de un servicio de telefonía móvil cubre los mayores costes del servicio de larga distancia, pero el cliente no los percibe, y por lo tanto no toma decisiones de comunicación en función de la distancia. El auge del envío gratuito tiene causas y efectos similares en el comercio minorista.
Se ha argumentado que la eliminación virtual de la fricción de la distancia en muchos aspectos de la sociedad ha dado lugar a la «muerte de la geografía», en la que la localización relativa ya no es relevante para muchas tareas en las que antes desempeñaba un papel crucial. Hoy en día es posible llevar a cabo muchas interacciones a escala global casi con la misma facilidad que a escala local, incluyendo el comercio minorista, los servicios entre empresas (business-to-business) y algunos tipos de teletrabajo. Por lo tanto, estos servicios podrían teóricamente ofrecerse desde cualquier lugar con el mismo coste. La pandemia de COVID-19 ha puesto a prueba y acelerado muchas de estas tendencias.
Por el contrario, otros han observado un fortalecimiento de los efectos geográficos en otros aspectos de la vida, o quizás un enfoque creciente en ellos a medida que los aspectos tradicionales basados en la distancia pierden relevancia. Esto incluye los servicios y comodidades del estilo de vida de un lugar, como los paisajes naturales o la vida nocturna urbana, que deben experimentarse en persona (lo que requiere desplazamiento físico y, por tanto, implica fricción de la distancia). Además, muchas personas prefieren las interacciones presenciales que podrían realizarse técnicamente a distancia, como las reuniones de negocios, la educación, el turismo o las compras, lo que hace que los efectos de la distancia sigan siendo relevantes en el futuro previsible. Las tendencias opuestas de factores «con fricción» y «sin fricción» han hecho necesaria una visión más matizada de la geografía que los tradicionales argumentos generalistas de que la localización siempre importa, o las afirmaciones de que la localización ya no importa en absoluto.